# Championnats de France de patinage artistique 1982
Navigation
Championnats de France 1981 Championnats de France 1983
Les championnats de France de patinage artistique 1982 ont eu lieu à la patinoire des Courtilles à Asnières-sur-Seine pour 3 épreuves : simple messieurs, simple dames et couple artistique. 
Arcachon a accueilli l'épreuve de danse sur glace.

## Faits marquants
- Xavier Videau obtient son sixième et dernier titre national dans la catégorie des couples artistiques. Il a conquis tous ces titres avec trois partenaires différentes: Sabine Fuchs, Hélène Glabèke et Nathalie Tortel.

## Podiums
| Épreuves                            | Or                              | Argent                              | Bronze                         |
| Messieurs résultats détaillés       | Jean-Christophe Simond          | Philippe Paulet                     | Didier Monge                   |
| Dames résultats détaillés           | Béatrice Farinacci              | Anne-Sophie de Kristoffy            | Sophie Cuissot                 |
| Couples résultats détaillés         | Nathalie Tortel / Xavier Videau | Cathy Gallière / Lionel Delieutraz  | -                              |
| Danse sur glace résultats détaillés | Nathalie Hervé / Pierre Béchu   | Martine Olivier / Philippe Boissier | Sophie Schmitt / Éric Desplats |

## Détails des compétitions
(Détails des compétitions encore à compléter)

### Messieurs
| Rang | Nom                    |
| ---- | ---------------------- |
| 1    | Jean-Christophe Simond |
| 2    | Philippe Paulet        |
| 3    | Didier Monge           |
| ...  |                        |

### Dames
| Rang | Nom                      |
| ---- | ------------------------ |
| 1    | Béatrice Farinacci       |
| 2    | Anne-Sophie de Kristoffy |
| 3    | Sophie Cuissot           |
| ...  |                          |

### Couples
| Rang | Nom                                |
| ---- | ---------------------------------- |
| 1    | Nathalie Tortel / Xavier Videau    |
| 2    | Cathy Gallière / Lionel Delieutraz |

### Danse sur glace
| Rang | Nom                                 |
| ---- | ----------------------------------- |
| 1    | Nathalie Hervé / Pierre Béchu       |
| 2    | Martine Olivier / Philippe Boissier |
| 3    | Sophie Schmidt / Éric Desplats      |
| ...  |                                     |

## Sources
- Le livre d'or du patinage d'Alain Billouin, édition Solar, 1999